# Bernes-sur-Oise
Bernes-sur-Oise ist eine französische Gemeinde mit 2.703 Einwohnern (Stand: 1. Januar 2022) im Département Val-d’Oise in der Region Île-de-France; sie gehört zum Arrondissement Pontoise und zum Kanton L’Isle-Adam. Die Einwohner werden Bernois genannt. Die Gemeinde bildet zusammen mit Beaumont-sur-Oise, Chambly (Oise), Mours, Persan und Ronquerolles die Unité urbaine de Persan - Beaumont-sur-Oise.

## Geographie
Bernes-sur-Oise liegt etwa 33 Kilometer nördlich von Paris am nördlichen Ufer der Oise an der Grenze zum Département Oise. Umgeben wird Bernes-sur-Oise von den Nachbargemeinden Morangles im Norden, Bruyères-sur-Oise im Osten, Beaumont-sur-Oise im Süden, Persan im Südwesten sowie Le Mesnil-en-Thelle im Westen und Nordwesten. 
Der Flugplatz Persan-Beaumont liegt zu einem großen Teil im Gemeindegebiet. Bis 1967 wurde der Flugplatz als Luftwaffenbasis 218 geführt.

## Geschichte
797 wird der Ort erstmals erwähnt; 820 wird der Ort als Bagerna benannt. Im 13. Jahrhundert bestand hier eine Tempelritter-Kommandantur, bis der Orden durch Philipp den Schönen aufgelöst wurde.

### Bevölkerungsentwicklung
| 1962 | 1968 | 1975 | 1982 | 1990 | 1999 | 2006 | 2012 | 2018 |
| 724  | 1040 | 1402 | 1363 | 2434 | 2220 | 2352 | 2399 | 2718 |

## Sehenswürdigkeiten

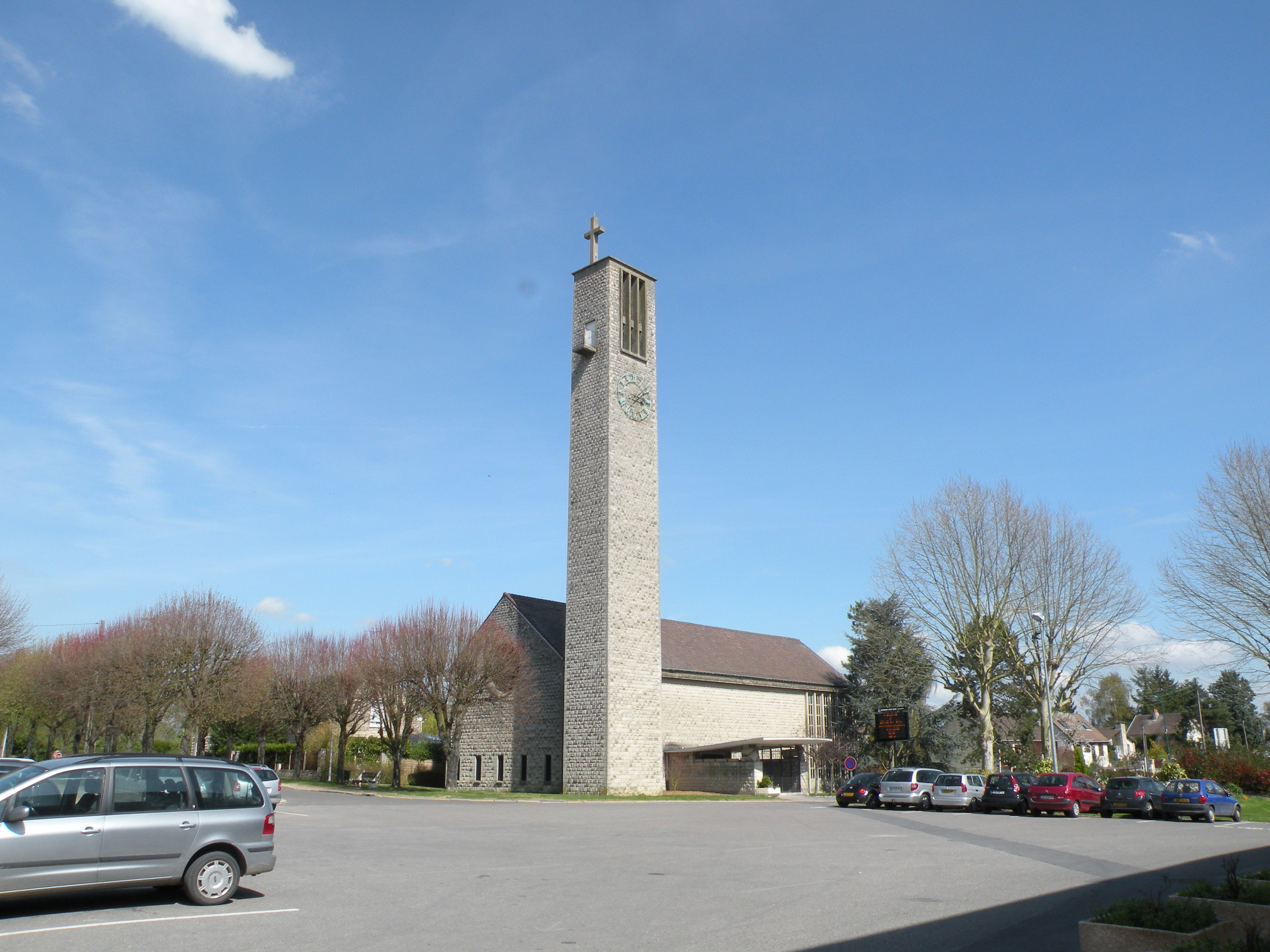
Kirche Saint-Denis

- Kirche Saint-Denis, ursprünglich aus dem 13. Jahrhundert, 1944 durch Bombardierung vollständig zerstört, 1951 durch einen modernen Kirchbau ersetzt, Interieur aus dem 14. und 16. Jahrhundert